# Euphyia obnubilata
Euphyia obnubilata là một loài bướm đêm trong họ Geometridae.